# Tiger Hillarp Persson

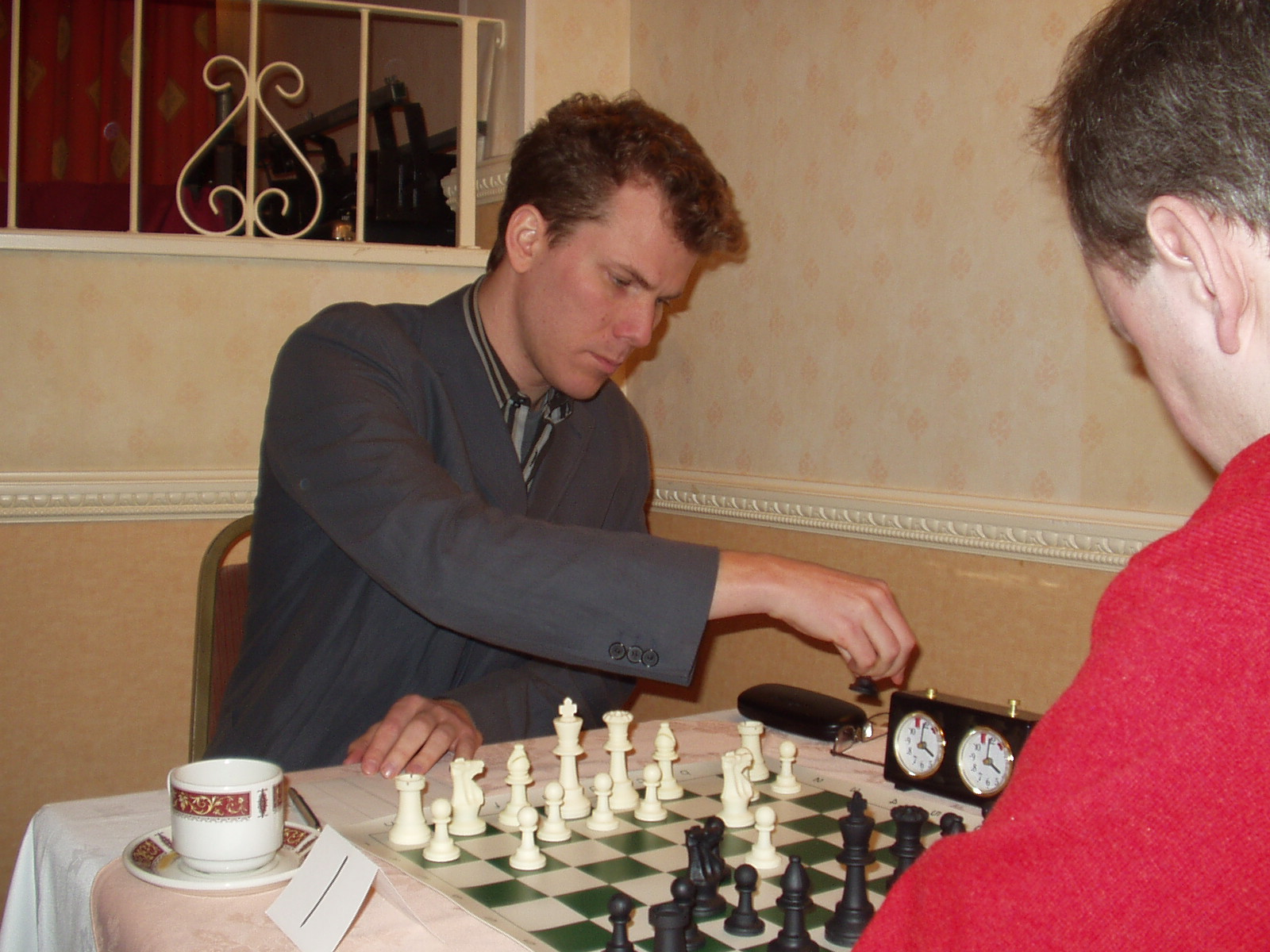
Tiger Hillarp Persson, 17 febr. 2005, Jersey Chess Festival

Tiger Hillarp Persson (Malmö, 28 oktober 1970) is een Zweedse schaker. Hij is, sinds 1999, een grootmeester (GM). Hij is tweevoudig kampioen van Zweden (2007 en 2008). In 2015 behaalde hij in go het niveau 1e dan.

## Schaakcarrière
Door zijn resultaat op de (33e) Schaakolympiade van 1998 in Elista (Rusland) verkreeg hij de GM-titel.
Hij won toernooien in Gentofte (VISA Nordic Grand Prix), boven o.a. Sune Berg Hansen, Simen Agdestein, Einar Gausel, Helgi Grétarsson, Heikki Westerinen, en in York, voor Alexei Barsov en Julian Hodgson, in 1999, in Jersey in 2000, en in Barcelona Sants in 2003. Hij won het Guernsey International Open in 2001, 2003, 2007, 2008, 2009 en 2010. In juli 2005 werd Hillarp Person 8.5 punt uit 13 ronden derde (na tie-break) in het toernooi om het kampioenschap van Zweden; Stellan Brynell werd met negen punten kampioen. Hij werd in september 2005 tweede met 9 pt. uit 11 ronden in het Noords kampioenschap in Vammala (Finland); het toernooi werd gewonnen door Evgeny Agrest. In 2007 werd hij in Stockholm met 9 pt. uit 13 kampioen van Zweden; hij herhaalde dit in 2008 in Växjö met 10 pt. uit 13. In 2008 won hij met 7.5 pt. het Sigeman & Co toernooi in zijn woonplaats Malmö. In 2009 werd hij tweede in groep C van het Corustoernooi. Bij Schaakolympiades behaalde hij, deel uitmakend van het Zweedse team, individuele bronzen medailles in 1998 in Elista en in 2008 in Dresden.
Tiger wordt een zeer creatieve en non-traditionele speler genoemd. Hij construeerde een 'zelf-toegebrachte pionvork' in een partij tegen Peter Heine Nielsen. Zijn partij tegen Tomas Laurusas bij de 43e Schaakolympiade werd door de editors van Chess.com de beste partij van 2018 genoemd.
Tiger's beide boeken over de 'Moderne opening' werden enthousiast ontvangen, waardoor de titel die de uitgever had bedacht voor het eerste boek, Tiger's Modern, inmiddels synoniem is geworden voor de 'Moderne opening'.

## Nationale team
Tiger Hillarp Persson speelde met het Zweedse nationale team tussen 1996 en 2014 in acht Schaakolympiades, waarbij hij in 1998 aan het tweede reservebord en in 2008 aan het derde bord een individuele derde plaats bereikte. Ook speelde hij met het Zweedse nationale team in de Europese schaakkampioenschappen voor landenteams in 1999, 2005, 2007 en 2015.

## Verenigingen
Hillarp Persson speelde tot 2009 voor de Skara Schacksällskap, vervolgens tot 2016 voor Lunds ASK, waarmee hij in 2011 kampioen van Zweden werd. Van 2016 tot 2018 speelde hij voor het team van Malmö AS, waarmee hij in 2018 kampioen werd. In seizoen 2018/19 speelde Hillarp Persson opnieuw voor Lunds ASK en won met hen de titel. Verder speelt hij sinds 1999 in Denemarken voor de Brønshøj Skakforening, waarmee hij in 2014 kampioen van Denemarken werd. Ook was hij actief in Noorwegen (voor Kristiansund SK en de Asker Schakklubb) en de Britse  Four Nations Chess League (voor Wood Green).

## Go
In Go werd hij in 2015 eerste "dan".

## Boeken
Tiger Hillarp Persson is auteur van de volgende boeken: 
- Hillarp Persson, Tiger (verschenen in 2005). Tiger's Modern. Quality Chess. ISBN 978-9-197524-36-0.
- Hillarp Persson, Tiger (verschenen in 2014). The Modern Tiger. Quality Chess. ISBN 978-1-907982-83-5., geactualiseerde versie van Tiger's Modern